# 코드 포 코리아
코드 포 코리아(Code for Korea)는 2020년 3월 코로나19 공공 데이터 개방 요청과 공적 마스크 앱 개발을 주도한 코로나19 공공데이터 공동대응 보관됨 2021-01-24 - 웨이백 머신으로 모인 시빅해커들이 시작하였다. 대한민국의 시빅해커 또는 공익데이터 운동을 하는 시민들의 네트워크로서 엔지니어, 기획자, 디자이너, 변호사, 시민사회 활동가, 유관 기관 공무원 등 다양한 사람들이 시민 기술을 기반으로 오픈 데이터 운동, 열린 정부 운동 등의 활동을 진행 중이다.

## 프로젝트 사례
- 코드 포 코리아 웹사이트
- 코로나19 공공데이터 공동대응 보관됨 2021-01-24 - 웨이백 머신과 공적 마스크 앱 개발
- 코로나19 개인 안심번호
- 안심이2020